# Цецора

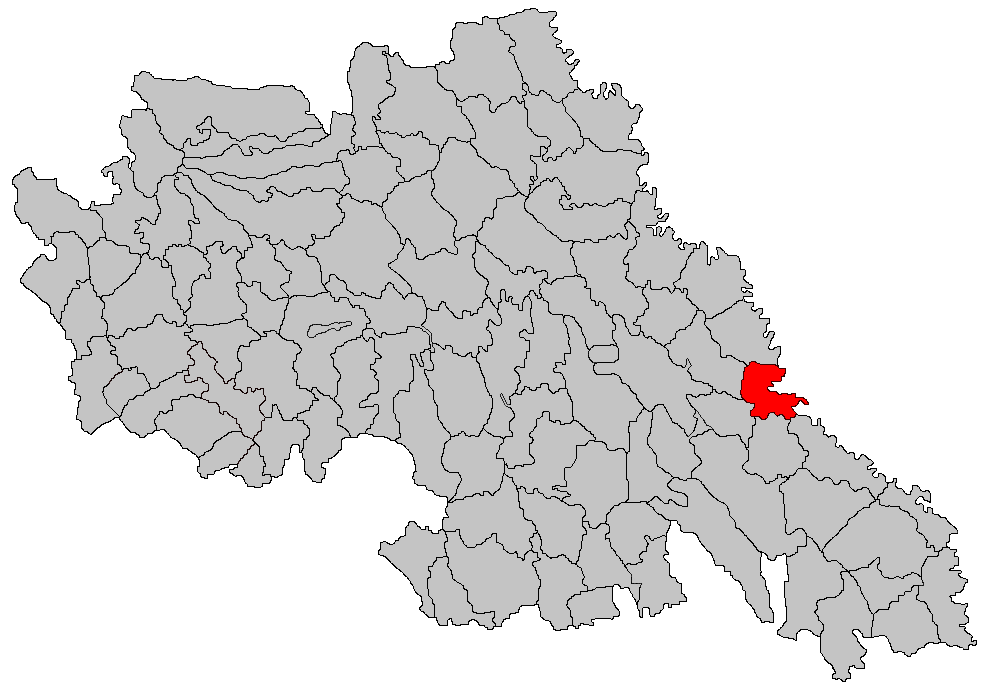
Цецора на мапі жудця Ясси

Цецо́ра (Бради, Цуцора; рум. Ţuţora) — село в Румунії, в повіті Ясси. Розташоване в північно-східній частині країни, на річці Прут. Населення 2119 осіб (2002). Сільський голова (примар) — Секеляну Костіке.

## Історія
Берладське князівство
У XIII столітті за Прутом знаходилася земля берладників, а при впадінні Бахлуя в Прут на стародавніх картах значиться місто Бради або Бруди (згодом Цецора).
Цецорська битва 1620
7 (17) вересня —27 вересня (6 жовтня) 1620 року тут відбулася битва між турецьким і польським військом. До складу останнього входив загін реєстрових козаків (разом 8400, турецького війська близько 40 тисяч), під проводом Великого коронного гетьмана Станіслава Жолкевського. 6 жовтня 1620 року польсько-козацьке військо почало безладний відступ, під час якого було розгромлене. У битві загинули Станіслав Жолкевський і Михайло Хмельницький, а його син Богдан Хмельницький потрапив у полон. Скориставшись із перемоги, татари спустошили значну частину Поділля, Волині й Галичини.